# IAR Systems
Az IAR Systems (továbbiakban IAR) svéd számítástechnikai vállalat, mely beágyazott rendszerekhez készít fejlesztői környezeteket. A vállalkozást 1983-ban alapították. 2000-től 2005-ig az IAR részvényei a svéd tőzsdén is szerepeltek. 2005-ben a Nocom csoport felvásárolta a céget és megszüntette a részvények tőzsdei forgalmazását. 
Manapság a 32 bites vezérlők fejlesztőeszközei terén meghatározó szerepet tölt be, mint fordító és hibakereső eszközök forgalmazója.

## Termékei
- IAR Embedded Workbench – egy integrált fejlesztői környezet, mely egy C/C++ fordítót és hibakeresőt is magába foglal és mintegy 30 processzorcsaládot támogat.